# Karen Cockburn
Karen Cockburn (n. 2 octombrie 1980, Toronto, Ontario, Canada) este o autobiografă ce a reprezentat Canada, medaliată olimpică. A participat la 4 ediții ale Jocurilor Olimpice (2000, 2004, 2008, 2012) în care a câștigat două medalii de argint și o medalie de bronz.